# Huntsville (Ontario)
Huntsville [ˌhʌntsˌvɪl] liegt im Norden des Muskoka District Municipality in Ontario, Kanada. Mit 21.147 Einwohnern (Stand: 2021) ist sie die größte Stadt Muskokas.
Huntsville ist eine Gründung von Kapitän George Hunt aus dem Jahr 1869. Nach ihm wurde die Stadt benannt. Im „Muskoka Heritage Place“, einem Freilichtmuseum, erinnert ein nachgebautes Pionierdorf (Pioneer Village) an diese Gründerzeit. Des Weiteren gibt es dort Ausstellungen, die über die First Nations und ursprüngliche Handarbeiten informieren, sowie einen noch funktionsfähigen Dampfzug aus dem Jahr 1902 zeigen.
Die Stadt ist ein Fremdenverkehrszentrum: Östlich von Huntsville befindet sich der Algonquin Provincial Park, ein 7725 km² großer Naturpark. Huntsville selbst liegt zwischen gewundenen Seen und für die raue Landschaft typischen buschigen Kiefernwäldern („Cottage Country“). Für den Wintertourismus wurde das Skigebiet „Hidden Valley“ erschlossen.
Highway 60 und Highway 11 kreuzen sich in der Nähe von Huntsville. 
Das Deerhurst Resort in Huntsville war vom 25. bis zum 27. Juni 2010 Austragungsort des 36. G8-Gipfels.

## Söhne und Töchter der Stadt
- Ethan Moreau (* 1975), Eishockeyspieler
- Hawksley Workman (* 1975), Singer-Songwriter
- Dan Roycroft (* 1978), Skilangläufer
- Dara Howell (* 1994), Olympiasiegerin im Ski-Freestyle
- Gracelyn Larkin (* 2001), Langstreckenläuferin